# Не кидай матері, казали…
«Не кидай матері, казали…» — вірш Тараса Шевченка 1847 року, написаний у казематі III відділу в С.-Петербурзі й включений до рукописної збірки «В казематі».

## Написання
Збереглося кілька чистових автографів вірша: в окремому рукопису циклу «В казематі»; у «Малій книжці»; у «Більшій книжці»; автограф 18 — 19 рядків на окремому аркуші з альбому В. В. Тарновського-молодшого. Автографи в окремому рукопису циклу «В казематі», «Малій книжці» та «Більшій книжці» не датовані. Дата неповного автографа на окремому аркуші з альбому В. В. Тарновського-молодшого — «1859 года 21 августа. В Каченовки» (дата запису в альбомі).
Вірш датується за місцем автографа в окремому рукопису циклу «В казематі» та часом ув'язнення Шевченка з 17 квітня по 30 травня 1847 року у казематі III відділу, орієнтовно: 17 квітня — 19 травня 1847 року, місце написання — С.-Петербург.
Первісний автограф не відомий. До найранішого відомого рукопису циклу «В казематі» вірш переписано четвертим, після поезії «Мені однаково, чи буду...», раніше від поезії «Весеннє сонечко ховалось…» («Н. Костомарову»), яка в окремому автографі має дату: «1847 мая 19». З цього рукопису Шевченко після повернення з Аральської описової експедиції до Оренбурга, наприкінці 1849-го (не раніше 1 листопада) або на початку 1850 року (не пізніше 23 квітня — дня арешту поета), переписав вірш «Не кидай матері, казали…» у складі циклу «В казематі» (під № 4) з деякими виправленнями до «Малої книжки» (до другого зшитка за 1846—1847 роки). 18 березня 1858 року, під час перебування в Москві, Шевченко переписав вірш з новими виправленнями з «Малої книжки» до «Більшої книжки», текст якої остаточний.
21 серпня 1859 року, під час короткочасного перебування в селі Качанівці Чернігівської губернії, в маєтку В. В. Тарновського, Шевченко з пам'яті записав йому в альбом з вірша «Не кидай матері, казали…» два рядки — 18-й і 19-й. «Пришедши в залу, где был накрыт ужин, — згадував про цей запис згодом В. В. Тарновський, — Тарас Григ[орьевич] попросил дать ему альбом, выразив желание написать что-нибудь на память о своем посещении Качановки. Альбом был тотчас принесен, и Тарас Григор[ьевич] начертил на нем только две строки:
«И стежечка, де ты ходыла,
Колючим терном поросла.
1859 года 21 августа. В Каченовки».
Невольно приходит на мысль, почему Шевченко избрал именно эти строки, и мы склонны предположить, что они являются отражением того грустно-мечтательного настроения, в котором находился поэт, и написаны под впечатлением прогулки в саду, где он не нашел уже знакомой и дорогой ему по воспоминаниям „стежечки“».
Відомі списки у рукописних збірках «Кобзар» (1861), що належав І. П. Левченкові, «Сочинения Т. Г. Шевченка» (1862), «Стихотворения Шевченка».
З «Малої книжки» вірш у складі циклу «В казематі» переписано до рукописного списку невідомої особи з окремими, за свідченням О. Я. Кониського, виправленнями Шевченка кінця 1850-х років, що належав Л. М. Жемчужникову і тепер не відомий. Дев'ять рядків із списку — 2, 15, 16, 18, 25, 27, 30 — 32 подав О. Я. Кониський, з них 15-й («Тебе з калиною, і в гаю») з дрібною неточністю в останньому слові («в гаю» замість «в гаї»).

## Публікація
Вперше вірш надруковано у виданнях: Кобзарь Тараса Шевченка / Коштом Д. Е. Кожанчикова (СПб., 1867, стор. 387—388) і Поезії Тараса Шевченка (Львів, 1867, том 2, стор. 221) (у першому з них подано за «Більшою книжкою», у другому — за списком П. О. Куліша).

## Сюжет
Тема цього твору пов'язана з темою нерівного кохання, загалом з темою жінки у Шевченка. Трагедія героїні вірша — це трагедія дочки, яка кинула матір заради розкішних палат і опинилася «в чужій землі, в чужій сем'ї». За спокійною зовні розповіддю про смерть матері й запустіння хати та садиби після втечі дочки помітне вболівання автора за долю дівчини. Поет відчуває, що її вже чекає розплата — чи то моральна (докори сумління), чи то конфлікт з оточенням. Це одна з перлин Шевченкової лірики, де глибина ідейного змісту поєднується з винятковою простотою поетичної форми.